# قورباغه موشکی راه‌راه
قورباغه موشکی راه‌راه (نام علمی: Litoria nasuta)، یا در محدوده بومی خود که به نام قورباغه موشکی شناخته می‌شود، گونه‌ای قورباغه است که بیشتر در نواحی ساحلی از شمال استرالیای غربی تا پیرامون گاسفورد در نیو ساوت ولز در جنوبی‌ترین نقطه آن، با جدایی دیده می‌شود. جمعیت بیشتر در جنوب در حومه سیدنی آوالون یافت می‌شود. همچنین در مناطق پست جنوبی و شبه‌جزیره جنوب شرقی پاپوآ گینه نو ساکن است.
به عنوان حیوان خانگی نگهداری می‌شود و در استرالیا این جانور با مجوز مناسب ممکن است در اسارت نگهداری شود.